# Lola Sánchez
Sánchez  Caldentey est un nom espagnol. Le premier nom de famille, en général paternel, est Sánchez ; le second, en général maternel, souvent omis, est Caldentey.
Lola Sánchez Caldentey, née le 17 mars 1978 à Valence, une femme politique espagnole membre de Podemos.

## Biographie
Lors des élections européennes de 2014 elle est élue au Parlement européen, où elle siège au sein de la Gauche unitaire européenne/Gauche verte nordique.